# Jumpsuit

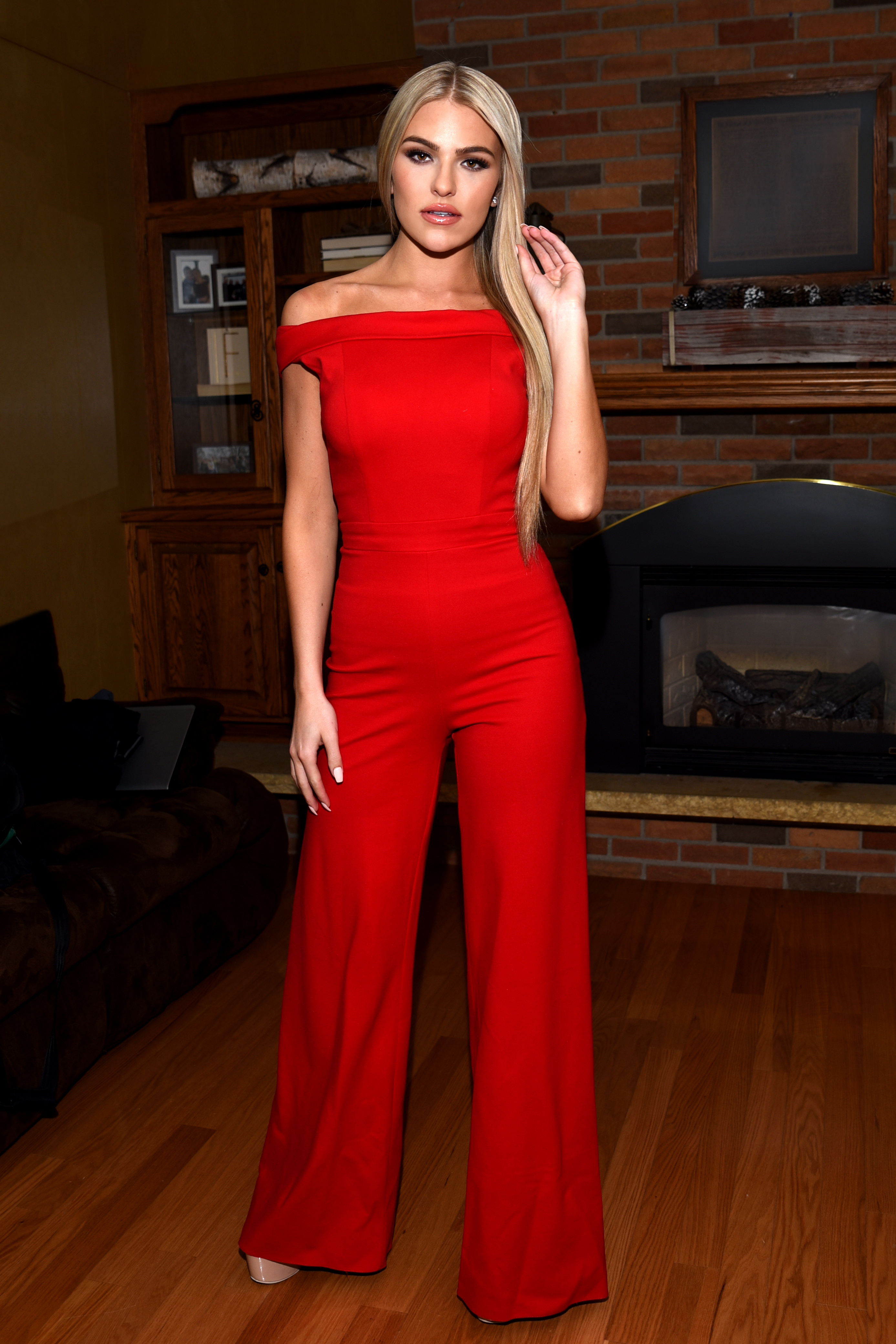
Dona vestida amb un modern jumpsuit de moda.

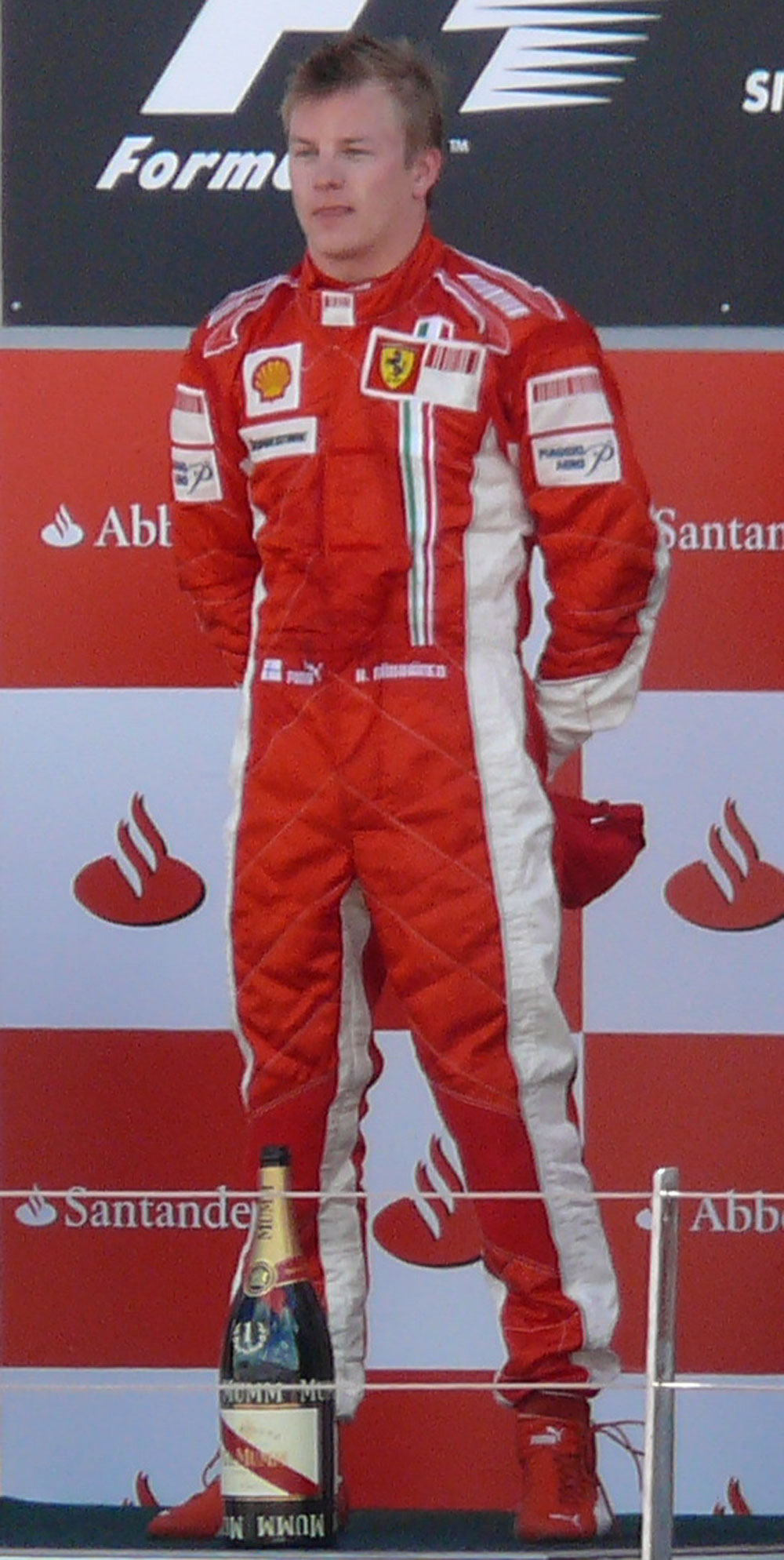
El pilot de Fórmula 1 Kimi Räikkönen en un vestit de carrera protector d'una sola peça.

Un jumpsuit és un vestit d'una sola peça amb mànigues i cames i, en general, sense cobertes integrals per a peus, mans o cap. El jumpsuit original és la peça de roba funcional utilitzada pels paracaigudistes.
Els vestits originals dels paracaigudistes eren peces simples dissenyades per aïllar el cos del fred de les altures i minimitzar el risc de cobrir mans i agafadors importants. Avui, no obstant això, la peça ha trobat altres usos.
Els jumpsuits són generalment considerats com una peça de conveniència, ja que són més fàcils de rentar, posar i treure que un vestit de conjunt. No obstant això, llevat que el jumpsuit tingui un obertura posterior, és necessari treure-se'l completament per anar al bany.

## Pilots i conductors
Els aviadors i els astronautes de vegades fan servir vestits aïllats, jumpsuits ignífugs o vestits de vol on altres tipus de roba poden surar o aletejar potencialment en gravetat zero o durant maniobres de Força g.
Els conductors de les carreres automobilístiques vesteixen aquesta mena de vestits contra el foc i (en el cas dels corredors de motocicletes) vestits de cuir contra l'abrasió.

## Presons
A les presons, els presoners han de fer servir jumpsuits de presó perquè els sigui una mica més difícil escapar (vestits quirúrgics), no només fent més difícils les maniobres flexibles en el cas dels vestits quirúrgics, sinó que també en la majoria dels casos fan que el presoner sigui més fàcil de detectar i diferent.

## Galeria

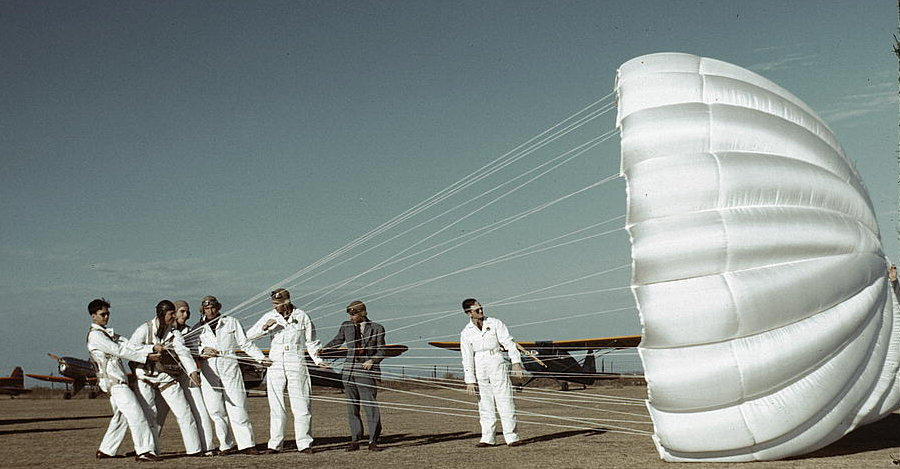
Els monos s'utilitzen sovint en paracaigudisme, cosa que ha donat lloc a la paraula anglesa  jumpsuit  per a aquesta peça
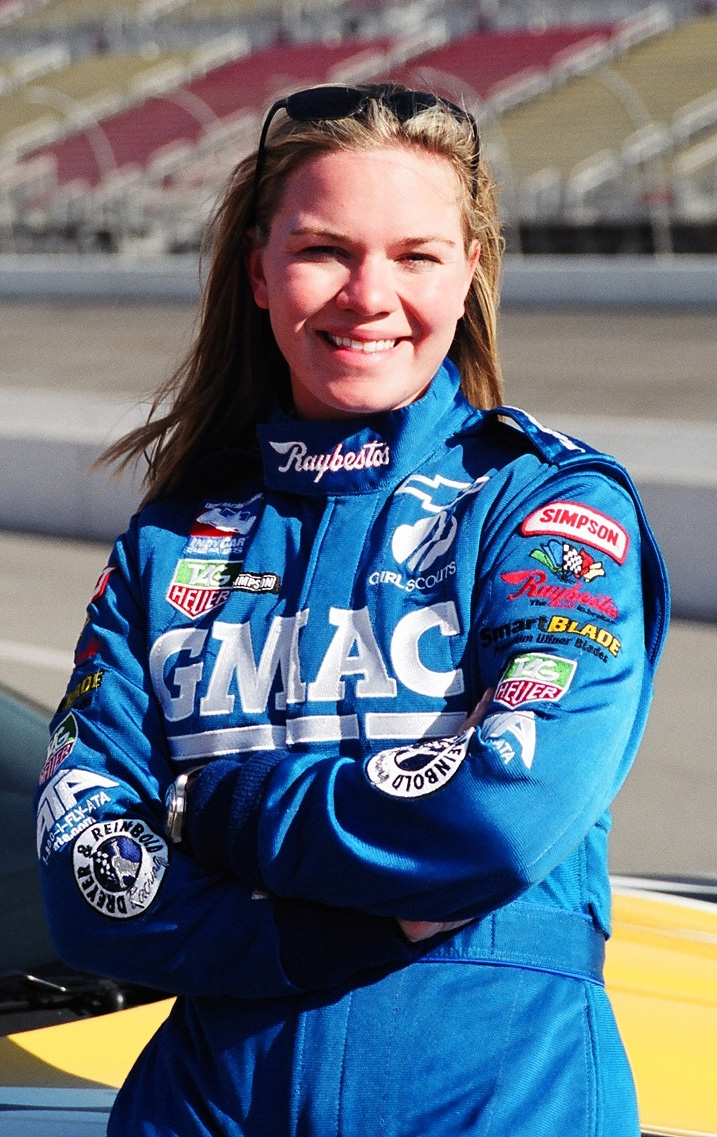
Sarah Fisher en una cursa amb insígnies del patrocinador.
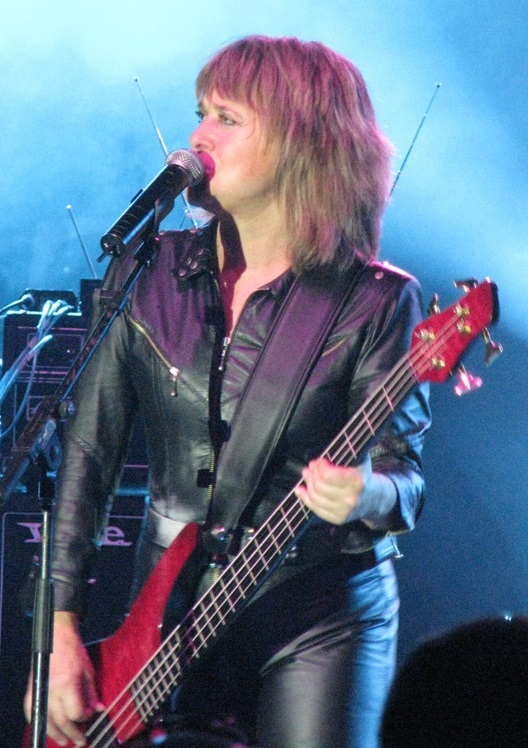
Suzi Quatro vestida de cuir negre durant un concert a l'AIS Arena a Canberra, Austràlia el 26 de setembre de 2007.
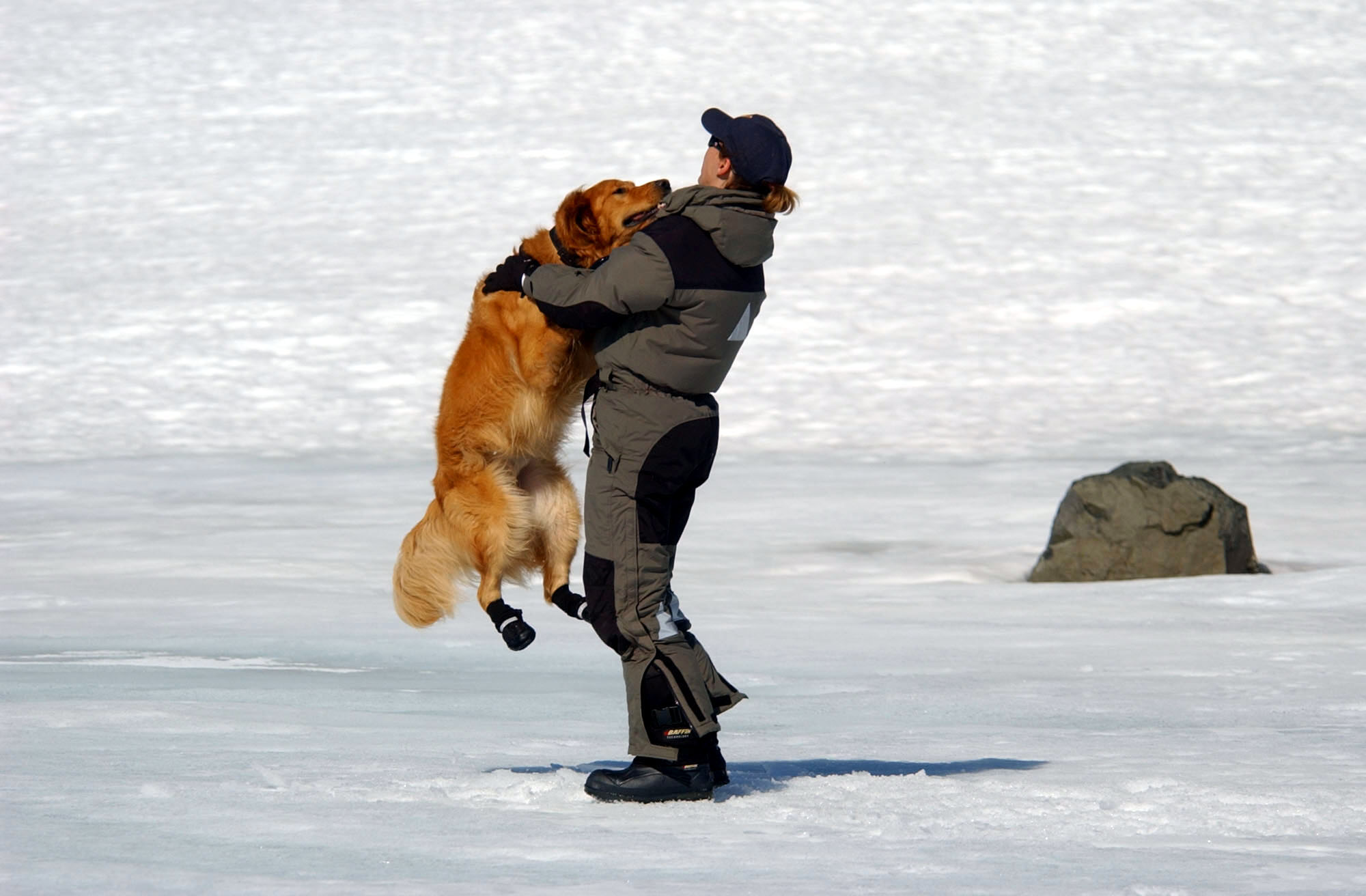
Tucker durant la recuperació d'un avió estavellat a Groenlàndia el 1962
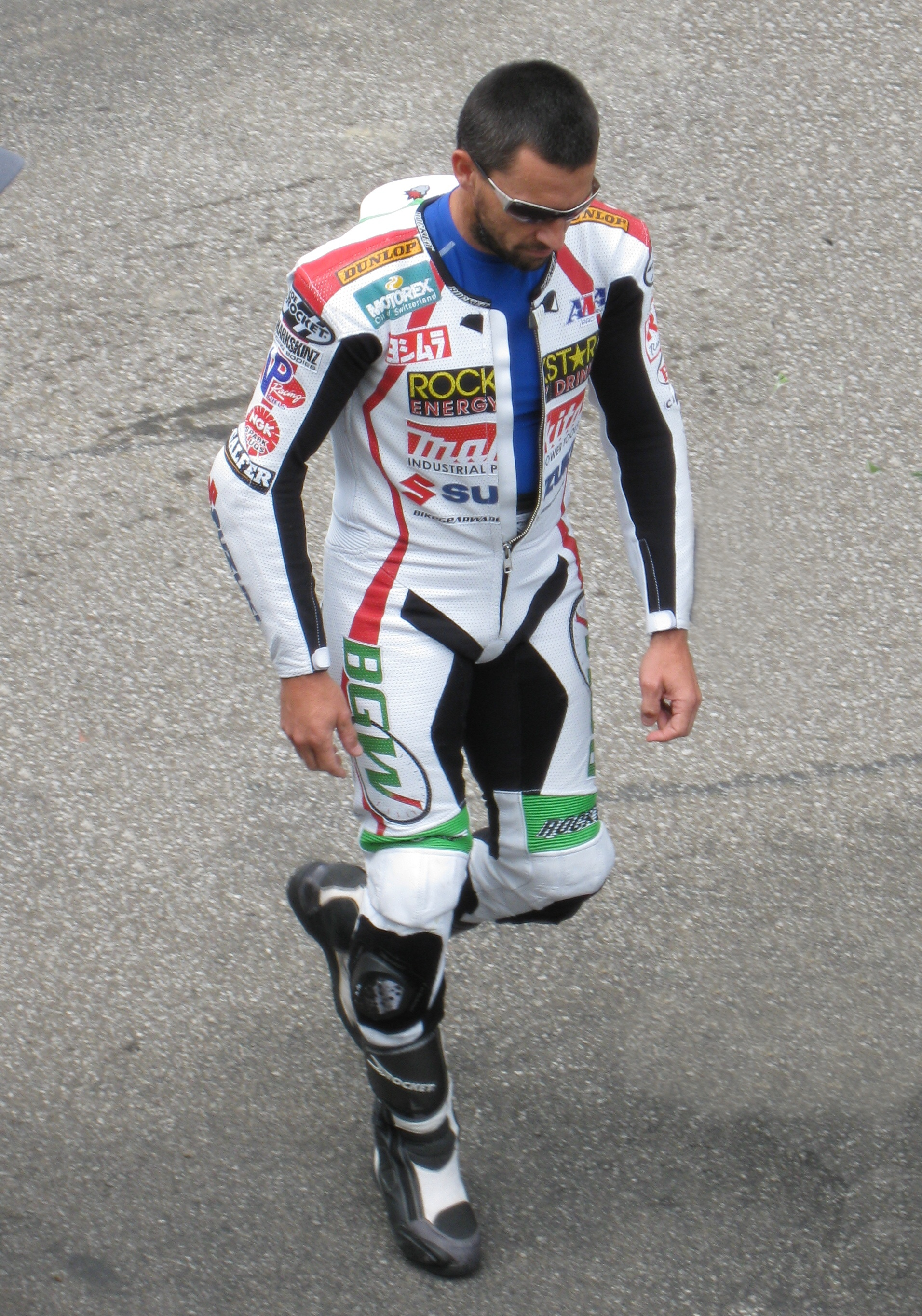
Monos de moto de competició
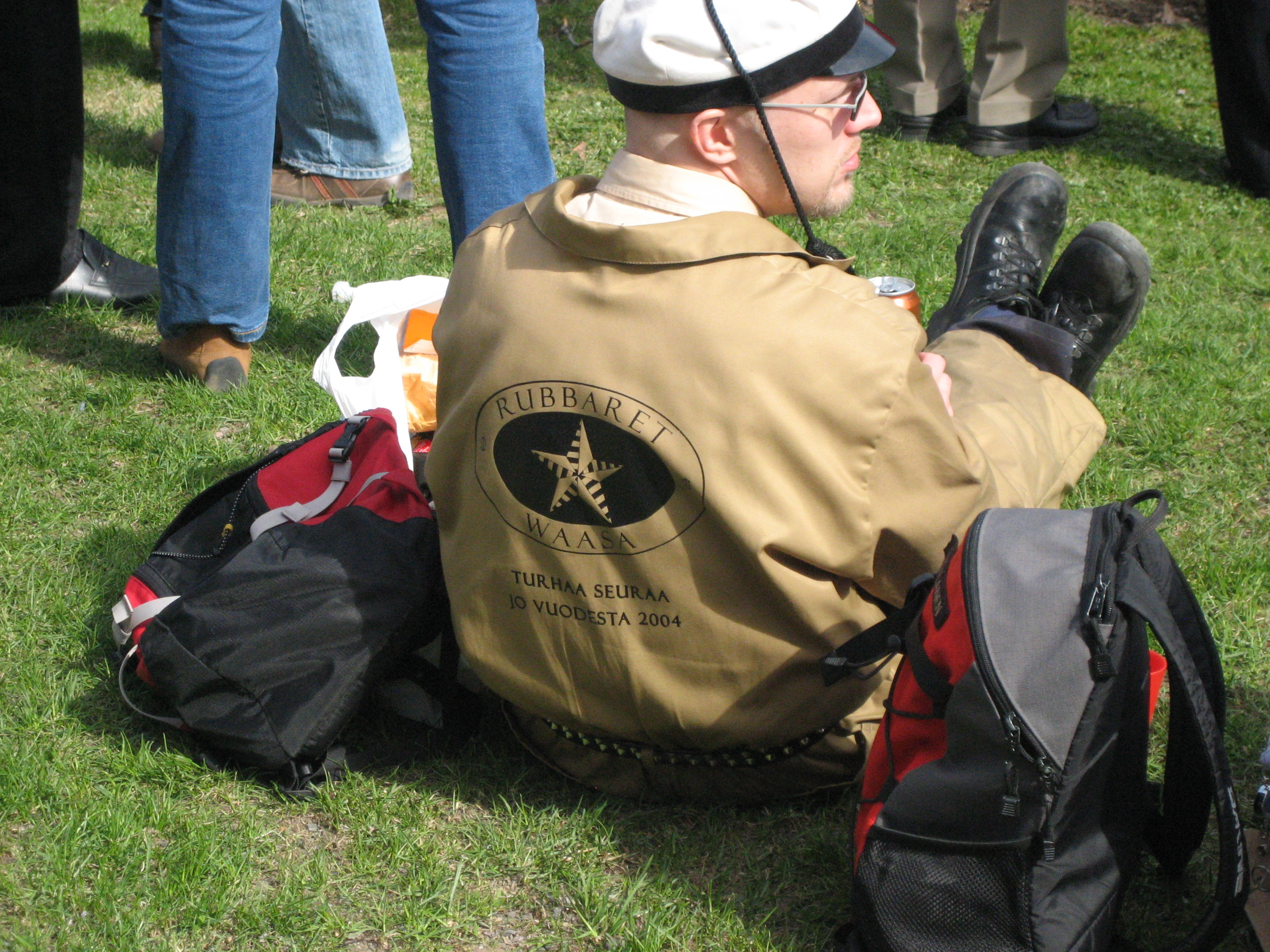
científic amb barret i mono
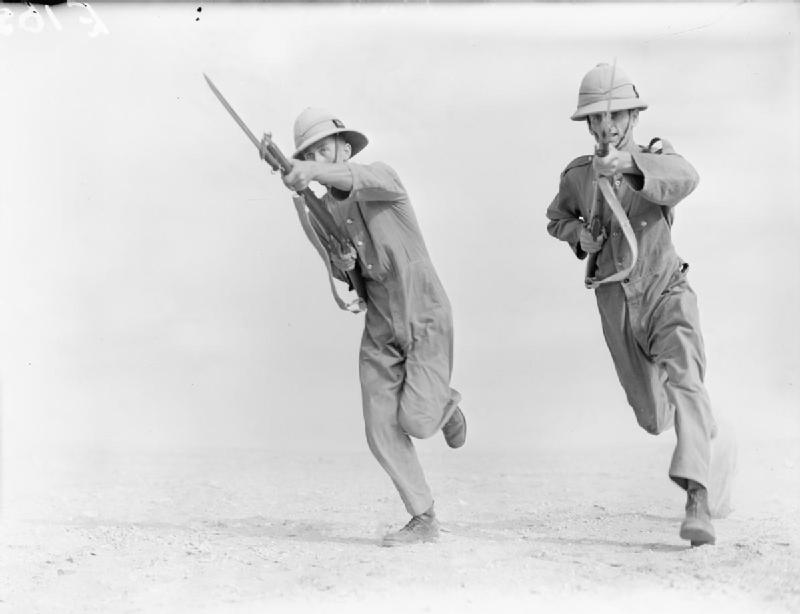
Soldats britànics amb mono al nord d'Àfrica durant la Segona Guerra Mundial.
En general, com a roba quotidiana per a joves a mitjan segle xx.